# Phú Hòa, Lương Tài
Phú Hòa là xã thuộc huyện Lương Tài, tỉnh Bắc Ninh.
Xã Phú Hòa gồm 14 thôn: Ngọc Thượng, Bà Khê, Tỳ Điện, Hương Chi, Phương Xá, Phương Thanh, Phương Mới, Tĩnh Xá, Mỹ Duệ, Duyện Dương, Phú văn Trên, Phú văn Dưới, Văn Trong, Văn Ngoài.
- Phía Đông giáp xã An Thịnh;
- Phía Tây giá xã Phá Lãng và Trừng Xá;
- Phía Nam giáp xã Mỹ Hương;
- Phía Bắc giáp xã Nhân Thắng và xã Vạn Ninh (Huyện Gia Bình).